# 恋する乙女は負けない/同じ星に生まれた二人だから
『恋する乙女は負けない/同じ星に生まれた二人だから』（こいするおとめはまけない/おなじほしにとまれたふたりだから）は、PCエンジン版ゲーム『美少女戦士セーラームーン』の両A面シングルである。1994年7月21日に日本コロムビアより発売。

## 概要
- A面タイトル曲「恋する乙女は負けない」はPCエンジン版ゲーム『美少女戦士セーラームーン』のオープニングテーマ主題歌。
- A面カップリング曲「同じ星に生まれた二人だから」はPCエンジン版ゲーム『美少女戦士セーラームーン』のエンディングテーマ主題歌。
- ディスクジャケットのセル画には、深野洋一が描きおろしている。

## 曲目リスト
1. 恋する乙女は負けない [4:21]
  - 作詞：白峰美津子、作曲：つのごうじ、編曲：岩本正樹、 歌：三石琴乃、富沢美智恵、久川 綾、篠原恵美、深見梨加
2. 同じ星に生まれた二人だから [4:33]
  - 作詞：白峰美津子、作曲：樫原伸彦、編曲：岩本正樹、 歌：三石琴乃、富沢美智恵、久川 綾、篠原恵美、深見梨加